# La Belle Rivière (Lac Saint-Jean)
Der Fluss La Belle Rivière (französisch für „Schöner Fluss“) ist ein Zufluss des Lac Saint-Jean in der kanadischen Provinz Québec.

## Flusslauf
Der Fluss bildet den Abfluss des Lac de la Belle Rivière im Réserve faunique des Laurentides. Er fließt in nördlicher Richtung westlich an Hébertville vorbei, durchfließt eine Lagune am Südostufer des Lac Saint-Jean, bevor er schließlich bei Saint-Gédéon in den Lac Saint-Jean mündet. Der La Belle Rivière hat eine Länge von 38 km. Im Osten grenzt das Einzugsgebiet des La Belle Rivière an das des Rivière Pikauba.